# Група пустельної глибинної розвідки
Група пустельної глибинної розвідки (англ. Long Range Desert Group, LRDG) — диверсійно-розвідувальна група підрозділів спеціального призначення Британської армії, що призначалася для ведення спеціальних операцій на значній глибині від лінії зіткнення сторін із завданнями ведення розвідки, спостереження, рекогносцирування місцевості, а також для організації диверсій і зриву операцій, що проводилися німецько-італійськими військами на Середземноморському театрі воєнних дій за часів Другої світової війни.

## Історія
У червні 1940 року майор британської армії Ральф Е. Бегнольд, добре обізнаний з умовами ведення бойових дій та життя в пустелі, запропонував командувачу британськими силами у Північній Африці генералу Арчібальду Вейвеллу створення спеціального моторизованого підрозділу за подобою італійських автомобільних рот Сахари для проведення розвідувальних та диверсійних акцій у глибокому тилу італійської армії. А. Вейвелл, котрий бився за часів Першої світової у складі Єгипетських експедиційних сил, відразу оцінив пропозицію офіцера та надав команду на формування подібного підрозділу. Бенголду допомагали капітан Патрік Клейтон і капітан Вільям Шоу.
3 липня 1940 року почалося формування 1-го підрозділу далекого патруля (англ. No.1 Long Range Patrol Unit (LRP). Набір добровольців спочатку здійснювався з колишніх фермерів 2-ї дивізії Нової Зеландії, бажання служити у такому формуванні виявила майже половина її особового складу. Незабаром воно поповнилося солдатами з Родезії і британськими добровольцями, після чого було сформовано новий підрозділ, а в листопаді 1940 р. її назва була змінена на більш відому «групу пустельної глибинної розвідки» (LRDG). У складі LRDG налічувалося на першій стадії 3 підгрупи пустельної розвідки, але незабаром їхня чисельність була збільшена до 6; проте, у підрозділі ніколи не перебувало більше ніж 350 чоловіків, і всі вони були добровольцями.
Основним призначенням LRDG визначалося проведення операцій із проникненням у глибокий тил за італійські лінії оборони з метою ведення розвідки та спостереження за силами противника, водночас іноді вони брали участь і в бойових операціях. Оскільки члени LRDG були експертами в пустельній навігації, вони іноді призначалися для керівництва та супроводу інших підрозділів британців та їх союзників, зокрема Спеціальної повітряної служби і шпигунів, що діяли в пустелі. Під час кампанії в Лівійській пустелі в грудні 1940 — квітні 1943 років моторизовані LRDG постійно діяли за лінією фронту по той бік армій країн Осі, бездіючи в цілому тільки 15 днів протягом усього цього періоду. Можливо, їх найвидатнішою наступальною акцією була участь в операції «Караван», напад на місто Барка і його аеродром в Італійській Лівії в ніч на 13 вересня 1942 року. Проте найважливішим їхнім завданням була все ж таки «глибинна рухома розвідка», в ході якої вони таємно відстежували переміщення противника по головній дорозі з Триполі до Бенгазі, й своєчасно передавали розвідінформацію до штабу британської армії.
Після капітуляції військ Осі в Тунісі в травні 1943 року LRDG змінила своє первісне призначення і перемістила свої операції в східне Середземномор'я, проводячи місії на грецьких островах, в Італії та на Балканах. Після закінчення війни в Європі лідери LRDG зробив запит у військове міністерство, щоб підрозділ перевели на Далекий Схід з метою проведення операції проти Японської імперії. Запит був відхилений, і LRDG була розформована в серпні 1945 року.